# Paris-Roubaix de 2012
A 110.ª edição da Paris-Roubaix teve lugar a 8 de abril de 2012 entre Compiègne e o velódromo André-Pétrieux de Roubaix. Trata-se da décima prova da UCI World Tour de 2012.
Foi vencida pelo belga Tom Boonen (Omega Pharma-Quick Step) após 50 quilómetros em solitário. Conseguindo a sua quarta vitória na Inferno do Norte, iguala o recorde do seu compatriota Roger De Vlaeminck datando de 1977 e resulta o primeiro corredor a realizar duas vez a dobradinha da Paris Roubaix. Reforça igualmente o seu primeiro lugar na classificação do World Tour após ter conseguido os quatro clássicos de Flandres.
Com uma separação de 1 minuto e 39 segundos, o francês Sébastien Turgot (Europcar) toma o segundo lugar desta edição seguido ao sprint Alessandro Ballan (BMC Racing), Juan Antonio Flecha (Team Sky) e Niki Terpstra (Omega Pharma-Quick Step).
O estadounidense George Hincapie (BMC Racing) toma parte na sua 17.º Paris-Roubaix assim como o francês Frédéric Guesdon (FDJ-BigMat), vencedor em 1997, o que constitui um novo recorde apesar de um abandono e uma chegada fora de tempo para o primeiro e dois abandonos e uma chegada fora de tempo para o segundo. O antigo recorde era 16 participações, que eles partilham com o belga Raymond Impanis e o neerlandês Servais Knaven vencedor respectivamente das edições 1954 e 2001.

## Apresentação

### Percorrido
A célebre Trouée de Arenberg tem sido uma nova vez ameaçada de não  figurar ao percurso desta 110ª edição. Não obstante após ter tido o acordo de efectuar trabalhos de desvios, a direcção (ASO) confirmou a sua presença. A clássica parte uma nova vez de Compiègne para chegar a Roubaix, no velódromo André-Pétrieux, após 257,5 km de carreira.
Esta edição comporta 27 setores pavés para um comprimento total de 51,5 quilómetros, repartidos como no último ano. Ademais, outro sector qu não figurava entre Artres e Préseau com um comprimento de 1 900 m é novamente usado. Localiza-se entre o setor 22 e 21 e ao km 137.
| Sector | Quilómetro | Localização                              | Comprimento | Dificuldade |
| ------ | ---------- | ---------------------------------------- | ----------- | ----------- |
| 27     | 97,5       | Troisvilles > Inchy                      | 2 200 m     | 03          |
| 26     | 104        | Viesly > Quiévy                          | 1 800 m     | 03          |
| 25     | 106,5      | Quiévy > Saint-Python                    | 3 700 m     | 04          |
| 24     | 111,5      | Saint-Python                             | 1 500 m     | 02          |
| 23     | 119,5      | Vertain > San Martín-sur-Écaillon        | 2 300 m     | 03          |
| 22     | 126        | Capelle-sur-Écaillon > Ruesnes           | 1 700 m     | 03          |
| 21     | 142        | Aulnoy-lez-Valencianas > Famars          | 2 600 m     | 05          |
| 20     | 145,5      | Famars > Quérénaing                      | 1 200 m     | 02          |
| 19     | 149        | Quérénaing > Maing                       | 2 500 m     | 03          |
| 18     | 152        | Maing > Monchaux-sur-Écaillon            | 1 600 m     | 03          |
| 17     | 163,5      | Haveluy > Wallers                        | 2 500 m     | 04          |
| 16     | 172        | Trouée de Arenberg                       | 2 400 m     | 05          |
| 15     | 178,5      | Millonfosse > Bousignies                 | 1 400 m     | 03          |
| 14-2   | 183        | Brillon > Tilloy-lez-Marchiennes         | 1 100 m     | 02          |
| 14-1   | 185,5      | Tilloy-lez-Marchiennes > Sars-e-Rosières | 2 400 m     | 03          |
| 13     | 192        | Beuvry-la-Forêt > Orchies                | 1 400 m     | 03          |
| 12     | 197        | Orchies                                  | 1 700 m     | 03          |
| 11     | 203        | Auchy-lez-Orchies > Bersée               | 2 600 m     | 04          |
| 10     | 208,5      | Mons-en-Pévèle                           | 3 000 m     | 05          |
| 9      | 215        | Mérignies > Avelin                       | 700 m       | 02          |
| 8      | 218        | [Pont-Thibaut > Ennevelin                | 1 400 m     | 03          |
| 7-2    | 223,5      | [Templeuve (Le Épinette)                 | 200 m       | 01          |
| 7-1    | 224        | Templeuve (Moulin-de-Vertain)            | 500 m       | 02          |
| 6-2    | 230,5      | Cysoing > Bourghelles                    | 1 300 m     | 04          |
| 6-1    | 233        | Bourghelles > Wannehain                  | 1 100 m     | 03          |
| 5      | 237,5      | Camphin-en-Pévèle                        | 1 800 m     | 04          |
| 4      | 240,5      | Carrefour de l'Arbre                     | 2 100 m     | 05          |
| 3      | 242,5      | Gruson                                   | 1 100 m     | 02          |
| 2      | 249,5      | Willems > Hem                            | 1 400 m     | 02          |
| 1      | 256,5      | Roubaix-Roubaix                          | 300 m       | 01          |
| Total  | Total      | Total                                    | 51 500 m    | 51 500 m    |

- Primeiro parte do percurso, sectores pavés em verde.
- Percurso entre Saint-Quentin e Solesmes.
- Percurso entre Solesmes e Orchies.
- Final da carreira

### Equipas
O organizador Amaury Sport Organisation comunicou a lista das equipas convidadas em 19 de março de 2012. 25 equipas participam nestas Apostas-Roubaix - 18 ProTeams e 7 equipas continentais profissionais :
| Nome da equipa          | País              | Código |
| ----------------------- | ----------------- | ------ |
| AG2R La Mondiale        | França            | ALM    |
| Astana Pro Team         | Cazaquistão       | AST    |
| BMC Racing              | Estados Unidos    | BMC    |
| Euskaltel-Euskadi       | Espanha           | TIDOS  |
| FDJ-BigMat              | França            | FDJ    |
| Garmin-Barracuda        | Estados Unidos    | GRM    |
| GreenEDGE               | Austrália         | GEC    |
| Katusha                 | Rússia            | KAT    |
| Lampre-ISD              | Itália            | LAM    |
| Liquigas-Cannondale     | Itália            | LIQ    |
| Lotto-Belisol           | Bélgica           | LTB    |
| Movistar                | Espanha           | MOV    |
| Omega Pharma-Quick Step | Bélgica           | OPQ    |
| Rabobank                | Países Baixos RAB |        |
| RadioShack-Nissan       | Luxemburgo        | RNT    |
| Saxo Bank               | Dinamarca         | SAX    |
| Team Sky                | Reino Unido       | SKY    |
| Vacansoleil-DCM         | Países Baixos     | VCD    |

| Nome da equipa            | País          | Código |
| ------------------------- | ------------- | ------ |
| Argos-Shimano             | Países Baixos | ARG    |
| Bretagne-Schuller         | França        | BSC    |
| Cofidis                   | França        | COF    |
| Europcar                  | França        | EUC    |
| Farnese Vini-Selle Italia | Reino Unido   | FAR    |
| NetApp                    | Alemanha      | APP    |
| Saur-Sojasun              | França        | SAU    |

### Favoritos
Após a sua queda durante o Volta à Flandres que tem causado uma quádrupla fractura da clavicula direita, o suíco Fabian Cancellara (RadioShack-Nissan) não poderá  participar nesta edição de 2012 de Paris Roubaix. Assim, o belga Tom Boonen (Omega Pharma-Quick Step) está considerado como o grande favorito da prova após as suas 3 recentes sucessos no grande Prêmio E3, Gante-Wevelgem, e sobretudo a Tour de Frandres. Outros corredores mostraram-se em bom estado de forma, tais que os italianos Alessandro Ballan (BMC Racing) e Filippo Pozzato (Farnese Vini-Selle Italia), o belga Stijn Devolder (Vacansoleil-DCM). O belga campeão da edição anterior Johan Vansummeren (Garmin-Barracuda), bem como o norueguês Thor Hushovd (BMC Racing) e o espanhol Juan Antonio Flecha (Team Sky), respectivamente segundo e terceiro em 2010, são igualmente presentes.

## Relato da carreira
Após uma hora de carreira, doze homens chegam a escapar-se e o seu avanço sobresai rapidamente aos quatro minutos. Depois uma queda divide o pelotão em vários blocos no sector pavé 22 de Capelle-sur-Écaillon a Ruesnes. O grupo de cabeça reduz-se pouco a pouco.
Um pouco mais tarde, em Trouée de Arenberg não faz a diferença nas fileiras do pelotão. Jimmy Casper (AG2R La Mondiale) e Matthieu Ladagnous (FDJ-BigMat) saem num primeiro momento, seguidos por Alessandro Ballan (BMC Racing) e Juan Antonio Flecha (Team Sky), antes de que Sylvain Chavanel (Omega Pharma-Quick Step) não lhes atrase o passo. Este último tenta a fuga não obstante no momento em que os favoritos operam o seu regresso na cabeça de carreira.
Tom Boonen (Omega Pharma-Quick Step) em maneira para lançar o seu ataque, seguido pelo seu colega Niki Terpstra, Filippo Pozzato (Farnese Vini-Selle Italia), Alessandro Ballan e Sébastien Turgot (Europcar). Rapidamente, estes três últimos corredores param o seu esforço, deixando ambos corredores da Omega Pharma-Quick Step se seguir sozinhos. Terpstra ajuda o seu líder durante alguns minutos, antes de deixá-lo em solitário a uma cinquentena de quilómetros da chegada. Finalmente, Tom Boonen não é apanhado e consegue o seu quarto Paris-Roubaix. O grupo Terpstra-Turgot apanha-o no velódromo o trio Ballan-Boom-Flecha, e é Turgot que ganha ao sprint do segundo lugar ante Ballan, depois da visualização da foto-finish e resulta o primeiro francês desde Frédéric Guesdon em 1997 a subir no pódio da Paris Roubaix. Este último toma o seu retiro desportivo à saída da carreira, que termina fora de tempo.

## Classificação final

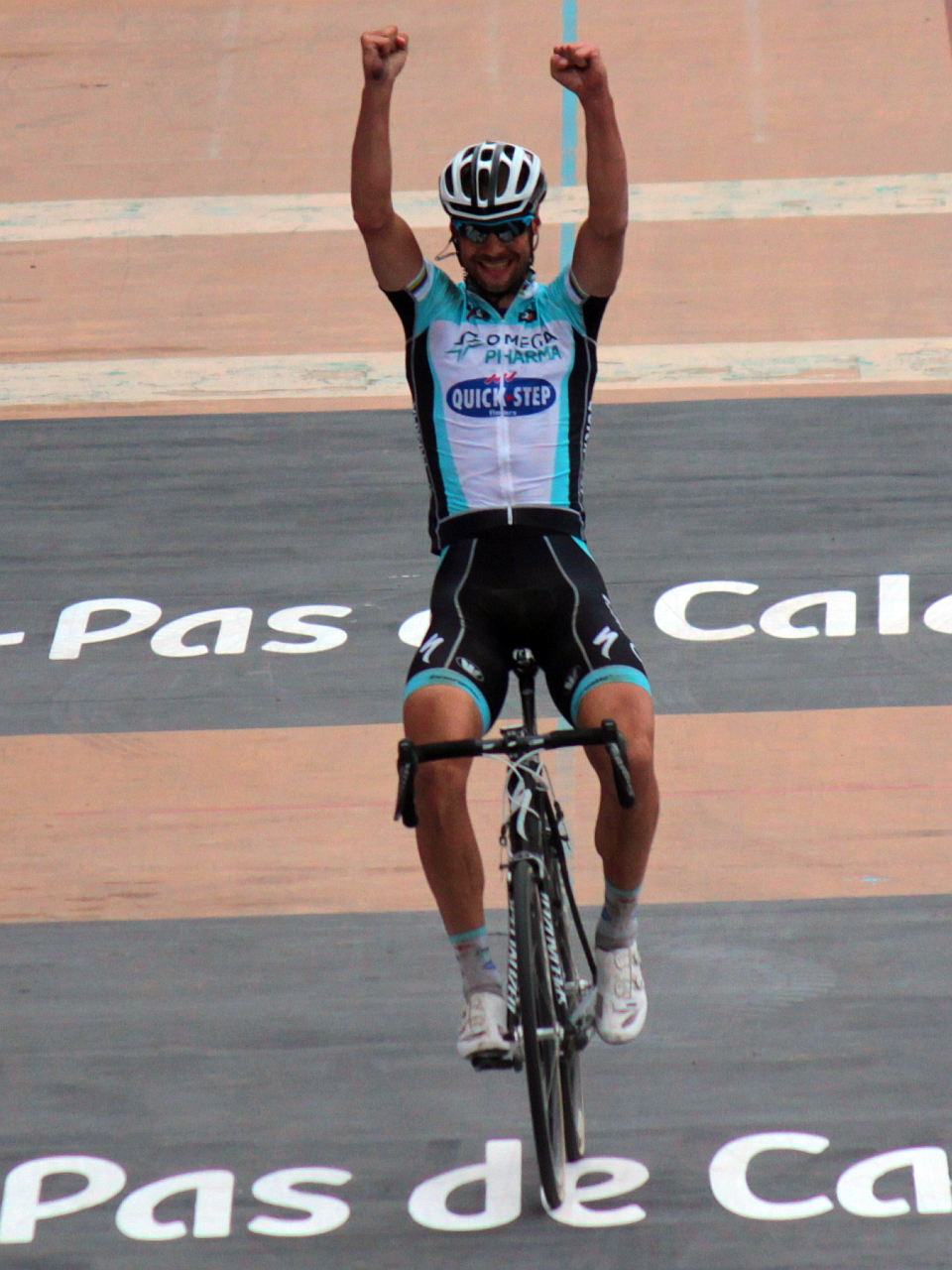
Tom Boonen que triunfa a sua quarta vitória à chegada

|    | Corredor            | Equipa                  |    | Tempo             | Pontos UCI |
| -- | ------------------- | ----------------------- | -- | ----------------- | ---------- |
| 1  | Tom Boonen          | Omega Pharma-Quick Step | em | '5 h 55 min 22 se | 100        |
| 2  | Sébastien Turgot    | Europcar                | +  | 1 min 39 s        | -          |
| 3  | Alessandro Ballan   | BMC Racing              |    | 1 min 39 s        | 70         |
| 4  | Juan Antonio Flecha | Team Sky                |    | 1 min 39 s        | 60         |
| 5  | Niki Terpstra       | Omega Pharma-Quick Step |    | 1 min 39 s        | 50         |
| 6  | Lars Boom           | Rabobank                |    | 1 min 43 s        | 40         |
| 7  | Matteo Tosatto      | Saxo Bank               |    | 3 min 31 s        | 30         |
| 8  | Mathew Hayman       | Team Sky                |    | 3 min 31 s        | 20         |
| 9  | Johan Vansummeren   | Garmin-Barracuda        |    | 3 min 31 s        | 10         |
| 10 | Maarten Wynants     | Rabobank                |    | 3 min 31 s        | 4          |

## Lista dos participantes
- Liste de départ complète

| Legenda | Legenda                                                      | Legenda | Legenda                                             |
| ------- | ------------------------------------------------------------ | ------- | --------------------------------------------------- |
| Num     | Camisola de saída levada pelo corredor nesta Paris-Roubaix   | Pos     | Posição à chegada da carreira                       |
| NP      | Indica um corredor que não tem tomado a saída da carreira    | AB      | Indica um corredor que não tem terminado a carreira |
| HD      | Indica um corredor que tem terminado a persegue fora atrasos |         |                                                     |

| Garmin-Barracuda GRM | Garmin-Barracuda GRM     | Garmin-Barracuda GRM |
| -------------------- | ------------------------ | -------------------- |
| Num                  | Corredor                 | Pos                  |
| 1                    | Johan Vansummeren (BEL)  | 9.º                  |
| 2                    | Jack Bauer (NZL)         | HD                   |
| 3                    | Tyler Farrar (USA)       | 29.º                 |
| 4                    | Heinrich Haussler (AUS)  | 32.º                 |
| 5                    | Andreas Klier (GER)      | AB                   |
| 6                    | Jacob Rathe (USA)        | AB                   |
| 7                    | Sep Vanmarcke (BEL)      | 84.º                 |
| 10                   | Sébastien Rosseler (BEL) | AB                   |

| Omega Pharma-Quick Step OPQ | Omega Pharma-Quick Step OPQ                | Omega Pharma-Quick Step OPQ |
| --------------------------- | ------------------------------------------ | --------------------------- |
| Num                         | Corredor                                   | Pos                         |
| 11                          | Tom Boonen (BEL)                           | 1.º                         |
| 12                          | Sylvain Chavanel (FRA) → Campeão da França | 27.º                        |
| 13                          | Iljo Keisse (BEL)                          | AB                          |
| 14                          | Gert Steegmans (BEL)                       | 85.º                        |
| 15                          | Niki Terpstra (NED)                        | 5.º                         |
| 16                          | Matteo Trentin (ITA)                       | AB                          |
| 17                          | Guillaume Van Keirsbulck (BEL)             | AB                          |
| 18                          | Stijn Vandenbergh (BEL)                    | 24.º                        |

| Rabobank RAB | Rabobank RAB             | Rabobank RAB |
| ------------ | ------------------------ | ------------ |
| Num          | Corredor                 | Pos          |
| 21           | Maarten Tjallingii (NED) | 33.º         |
| 22           | Lars Boom (NED)          | 6.º          |
| 23           | Tom Leezer (NED)         | 46.º         |
| 24           | Bram Tankink (NED)       | 55.º         |
| 25           | Jos van Emden (NED)      | 74.º         |
| 26           | Dennis van Winden (NED)  | HD           |
| 27           | Coen Vermeltfoort (NED)  | AB           |
| 28           | Maarten Wynants (BEL)    | 10.º         |

| BMC Racing BMC | BMC Racing BMC          | BMC Racing BMC |
| -------------- | ----------------------- | -------------- |
| Num            | Corredor                | Pos            |
| 31             | Alessandro Ballan (ITA) | 3.º            |
| 32             | Marcus Burghardt (GER)  | 36.º           |
| 33             | George Hincapie (USA)   | 43.º           |
| 34             | Thor Hushovd (NOR)      | 14.º           |
| 35             | Taylor Phinney (USA)    | 15.º           |
| 36             | Manuel Quinziato (ITA)  | 82.º           |
| 37             | Michael Schär (SUI)     | 37.º           |
| 38             | Danilo Wyss (SUI)       | AB             |

| Farnese Vini-Selle Italia FAR | Farnese Vini-Selle Italia FAR | Farnese Vini-Selle Italia FAR |
| ----------------------------- | ----------------------------- | ----------------------------- |
| Num                           | Corredor                      | Pos                           |
| 41                            | Filippo Pozzato (ITA)         | AB                            |
| 42                            | Luca Ascani (ITA)             | AB                            |
| 43                            | Cristiano Benenati (ITA)      | AB                            |
| 44                            | Thomas Bertolini (ITA)        | AB                            |
| 45                            | Roberto De Patre (ITA)        | HD                            |
| 46                            | Oscar Gatto (ITA)             | AB                            |
| 47                            | Leonardo Giordani (ITA)       | AB                            |
| 48                            | Kevin Hulsmans (BEL)          | 17.º                          |

| Team Sky SKY | Team Sky SKY               | Team Sky SKY |
| ------------ | -------------------------- | ------------ |
| Num          | Corredor                   | Pos          |
| 51           | Juan Antonio Flecha (ESP)  | 4.º          |
| 52           | Bernhard Eisel (AUT)       | 86.º         |
| 53           | Edvald Boasson Hagen (NOR) | 42.º         |
| 54           | Mathew Hayman (AUS)        | 8.º          |
| 55           | Jeremy Hunt (GBR)          | AB           |
| 56           | Christian Knees (GER)      | 56.º         |
| 57           | Ian Stannard (GBR)         | 51.º         |
| 58           | Christopher Sutton (AUS)   | HD           |

| RadioShack-Nissan RNT | RadioShack-Nissan RNT   | RadioShack-Nissan RNT |
| --------------------- | ----------------------- | --------------------- |
| Num                   | Corredor                | Pos                   |
| 61                    | Grégory Rast (SUI)      | 13.º                  |
| 62                    | Daniele Bennati (ITA)   | AB                    |
| 63                    | Tony Gallopin (FRA)     | AB                    |
| 64                    | Markel Irizar (ESP)     | HD                    |
| 65                    | Giacomo Nizzolo (ITA)   | AB                    |
| 66                    | Yaroslav Popovych (UKR) | AB                    |
| 67                    | Hayden Roulston (NZL)   | 26.º                  |
| 68                    | Jesse Sargent (NZL)     | 66.º                  |

| GreenEDGE GEC | GreenEDGE GEC                        | GreenEDGE GEC |
| ------------- | ------------------------------------ | ------------- |
| Num           | Corredor                             | Pos           |
| 71            | Stuart O'Grady (AUS)                 | 53.º          |
| 72            | Baden Cooke (AUS)                    | AB            |
| 73            | Jens Keukeleire (BEL)                | HD            |
| 74            | Brett Lancaster (AUS)                | AB            |
| 75            | Jens Mouris (NED)                    | 75.º          |
| 76            | Svein Tuft (CAN) → Campeão do Canadá | AB            |
| 77            | Tomas Vaitkus (LTU)                  | AB            |
| 78            | Matthew Wilson (AUS)                 | AB            |

| Lotto-Belisol LTB | Lotto-Belisol LTB       | Lotto-Belisol LTB |
| ----------------- | ----------------------- | ----------------- |
| Num               | Corredor                | Pos               |
| 81                | André Greipel (GER)     | 77.º              |
| 82                | Sander Cordeel (BEL)    | AB                |
| 83                | Kenny Dehaes (BEL)      | 73.º              |
| 84                | Jens Debusschere (BEL)  | AB                |
| 85                | Gregory Henderson (NZL) | AB                |
| 86                | Maarten Neyens (BEL)    | AB                |
| 87                | Marcel Sieberg (GER)    | AB                |
| 68                | Frederik Willems (BEL)  | AB                |

| Katusha KAT | Katusha KAT                                           | Katusha KAT |
| ----------- | ----------------------------------------------------- | ----------- |
| Num         | Corredor                                              | Pos         |
| 91          | Luca Paolini (ITA)                                    | 11.º        |
| 92          | Marco Haller (AUT)                                    | HD          |
| 93          | Vladimir Isaychev (RUS)                               | AB          |
| 94          | Alexander Kristoff (NOR) → Campeão da Noruega         | 57.º        |
| 95          | Aliaksandr Kuschynski (BLR) → Campeão da Bielorrússia | AB          |
| 96          | Alexander Porsev (RUS)                                | 62.º        |
| 97          | Rüdiger Selig (GER)                                   | 61.º        |
| 98          | Maxime Vantomme (BEL)                                 | 76.º        |

| Vacansoleil-DCM VCD | Vacansoleil-DCM VCD                            | Vacansoleil-DCM VCD |
| ------------------- | ---------------------------------------------- | ------------------- |
| Num                 | Corredor                                       | Pos                 |
| 102                 | Kris Boeckmans (BEL)                           | AB                  |
| 103                 | Stijn Devolder (BEL)                           | 58.º                |
| 104                 | Gustav Larsson (SWE)                           | 31.º                |
| 105                 | Marco Marcato (ITA)                            | 20.º                |
| 106                 | Martin Mortensen (DEN)                         | HD                  |
| 107                 | Frederik Veuchelen (BEL)                       | 52.º                |
| 109                 | Pim Ligthart (NED) → Campeão dos Países Baixos | AB                  |
| 110                 | Bert-Jan Lindeman (NED)                        | 49.º                |

| FDJ-BigMat FDJ | FDJ-BigMat FDJ           | FDJ-BigMat FDJ |
| -------------- | ------------------------ | -------------- |
| Num            | Corredor                 | Pos            |
| 111            | Frédéric Guesdon (FRA)   | HD             |
| 112            | William Bonnet (FRA)     | AB             |
| 113            | David Boucher (FRA)      | HD             |
| 114            | Steve Chainel (FRA)      | 16.º           |
| 115            | Mickaël Delage (FRA)     | 34.º           |
| 116            | Yauheni Hutarovich (BLR) | 41.º           |
| 117            | Matthieu Ladagnous (FRA) | 12.º           |
| 118            | Dominique Rollin (CAN)   | 54.º           |

| Saxo Bank SAX | Saxo Bank SAX               | Saxo Bank SAX |
| ------------- | --------------------------- | ------------- |
| Num           | Corredor                    | Pos           |
| 121           | Matteo Tosatto (ITA)        | 7.º           |
| 122           | Lucas Sebastián Haedo (ARG) | 72.º          |
| 123           | Jonas Aaen Jørgensen (DEN)  | AB            |
| 124           | Kasper Klostergaard (DEN)   | 35.º          |
| 125           | Anders Lund (DEN)           | 78.º          |
| 126           | Jarosław Marycz (POL)       | HD            |
| 127           | Michael Mørkøv (DEN)        | 59.º          |
| 128           | Luke Roberts (AUS)          | HD            |

| Lampre-ISD LAM | Lampre-ISD LAM                               | Lampre-ISD LAM |
| -------------- | -------------------------------------------- | -------------- |
| Num            | Corredor                                     | Pos            |
| 131            | Danilo Hondo (GER)                           | 64.º           |
| 132            | Matteo Bono (ITA)                            | AB             |
| 133            | Vitaliy Buts (UKR)                           | AB             |
| 134            | Davide Cimolai (ITA)                         | AB             |
| 135            | Massimo Graziato (ITA)                       | AB             |
| 136            | Dmytro Krivtsov (UKR)                        | HD             |
| 137            | Yuriy Krivtsov (FRA)                         | HD             |
| 138            | Oleksandr Kvachuk (UKR) → Campeão da Ucrânia | AB             |

| Liquigas-Cannondale LIQ | Liquigas-Cannondale LIQ | Liquigas-Cannondale LIQ |
| ----------------------- | ----------------------- | ----------------------- |
| Num                     | Corredor                | Pos                     |
| 141                     | Daniel Oss (ITA)        | 60.º                    |
| 142                     | Federico Canuti (ITA)   | AB                      |
| 143                     | Mauro Da Dalto (ITA)    | AB                      |
| 144                     | Ted King (USA)          | AB                      |
| 145                     | Kristjan Koren (SLO)    | AB                      |
| 147                     | Alan Marangoni (ITA)    | AB                      |
| 148                     | Juraj Sagan (SVK)       | HD                      |

| Europcar EUC | Europcar EUC             | Europcar EUC |
| ------------ | ------------------------ | ------------ |
| Num          | Corredor                 | Pos          |
| 151          | Sébastien Turgot (FRA)   | 2.º          |
| 152          | Sébastien Chavanel (FRA) | 80.º         |
| 153          | Rafaâ Chtioui (TUN)      | HD           |
| 154          | Damien Gaudin (FRA)      | 25.º         |
| 155          | Yohann Gene (FRA)        | AB           |
| 156          | Saïd Haddou (FRA)        | 38.º         |
| 157          | Alexandre Pichot (FRA)   | AB           |
| 158          | David Veilleux (CAN)     | 47.º         |

| AG2R La Mondiale ALM | AG2R La Mondiale ALM    | AG2R La Mondiale ALM |
| -------------------- | ----------------------- | -------------------- |
| Num                  | Corredor                | Pos                  |
| 161                  | Lloyd Mondory (FRA)     | 45.º                 |
| 162                  | Jimmy Casper (FRA)      | 19.º                 |
| 163                  | Martin Elmiger (SUI)    | AB                   |
| 164                  | Gregor Gazvoda (SLO)    | HD                   |
| 165                  | Kristof Goddaert (BEL)  | HD                   |
| 166                  | Steve Houanard (FRA)    | AB                   |
| 167                  | Romain Lemarchand (FRA) | AB                   |
| 168                  | Sébastien Minard (FRA)  | 39.º                 |

| Argos-Shimano ARG | Argos-Shimano ARG        | Argos-Shimano ARG |
| ----------------- | ------------------------ | ----------------- |
| Num               | Corredor                 | Pos               |
| 171               | Tom Veelers (NED)        | AB                |
| 172               | Bert De Backer (BEL)     | 83.º              |
| 173               | John Degenkolb (GER)     | 63.º              |
| 174               | Dominic Klemme (GER)     | HD                |
| 175               | Roger Kluge (GER)        | HD                |
| 176               | Ramon Sinkeldam (NED)    | HD                |
| 177               | Tom Stamsnijder (NED)    | AB                |
| 178               | Ronan van Zandbeek (NED) | HD                |

| Astana Pro Team AST | Astana Pro Team AST      | Astana Pro Team AST |
| ------------------- | ------------------------ | ------------------- |
| Num                 | Corredor                 | Pos                 |
| 181                 | Dmitriy Muravyev (KAZ)   | AB                  |
| 182                 | Assan Bazayev (KAZ)      | AB                  |
| 183                 | Borut Božič (SLO)        | 48.º                |
| 184                 | Dmitriy Gruzdev (KAZ)    | AB                  |
| 185                 | Jacopo Guarnieri (ITA)   | 23.º                |
| 187                 | Valentin Iglinskiy (KAZ) | AB                  |

| Movistar MOV | Movistar MOV              | Movistar MOV |
| ------------ | ------------------------- | ------------ |
| Num          | Corredor                  | Pos          |
| 191          | Andrey Amador (CRC)       | 40.º         |
| 192          | Imanol Erviti (ESP)       | 50.º         |
| 193          | Jesús Herrada (ESP)       | AB           |
| 194          | Francisco Ventoso (ESP)   | NP           |
| 195          | Rubén Plaza (ESP)         | AB           |
| 196          | Ignatas Konovalovas (LTU) | 22.º         |
| 197          | Pablo Lastras (ESP)       | AB           |

| Saur-Sojasun SAU | Saur-Sojasun SAU         | Saur-Sojasun SAU |
| ---------------- | ------------------------ | ---------------- |
| Num              | Corredor                 | Pos              |
| 201              | Jimmy Engoulvent (FRA)   | 21.º             |
| 202              | Jérémie Galland (FRA)    | AB               |
| 203              | Christophe Laborie (FRA) | HD               |
| 204              | Laurent Mangel (FRA)     | 81.º             |
| 205              | Rony Martias (FRA)       | AB               |
| 206              | Jean-Lou Paiani (FRA)    | 30.º             |
| 207              | Stéphane Poulhiès (FRA)  | AB               |
| 208              | Yannick Talabardon (FRA) | AB               |

| Euskaltel-Euskadi EUS | Euskaltel-Euskadi EUS       | Euskaltel-Euskadi EUS |
| --------------------- | --------------------------- | --------------------- |
| Num                   | Corredor                    | Pos                   |
| 211                   | Ricardo García Ambroa (ESP) | AB                    |
| 212                   | Pierre Cazaux (FRA)         | AB                    |
| 213                   | Ion Izagirre (ESP)          | 79.º                  |
| 215                   | Alan Pérez (ESP)            | AB                    |
| 216                   | Rubén Pérez (ESP)           | HD                    |
| 217                   | Adrián Sáez (ESP)           | AB                    |
| 218                   | Pablo Urtasun (ESP)         | AB                    |

| Cofidis COF | Cofidis COF               | Cofidis COF |
| ----------- | ------------------------- | ----------- |
| Num         | Corredor                  | Pos         |
| 221         | Edwig Cammaerts (BEL)     | AB          |
| 222         | Leonardo Duque (COL)      | 67.º        |
| 223         | Julien Fouchard (FRA)     | 69.º        |
| 224         | Egoitz García (ESP)       | AB          |
| 225         | Arnaud Labbe (FRA)        | 65.º        |
| 226         | Adrien Petit (FRA)        | 28.º        |
| 227         | Aleksejs Saramotins (LAT) | 18.º        |
| 228         | Nico Sijmens (BEL)        | AB          |

| Bretagne-Schuller BSC | Bretagne-Schuller BSC   | Bretagne-Schuller BSC |
| --------------------- | ----------------------- | --------------------- |
| Num                   | Corredor                | Pos                   |
| 231                   | Florian Vachon (FRA)    | AB                    |
| 232                   | Guillaume Blot (FRA)    | AB                    |
| 233                   | Jean-Luc Delpech (FRA)  | AB                    |
| 234                   | Sébastien Duret (FRA)   | AB                    |
| 235                   | Mathieu Halleguen (FRA) | AB                    |
| 236                   | Johan Le Bon (FRA)      | 44.º                  |
| 237                   | Gaël Malacarne (FRA)    | 68.º                  |
| 238                   | Laurent Pichon (FRA)    | AB                    |

| NetApp APP | NetApp APP                | NetApp APP |
| ---------- | ------------------------- | ---------- |
| Num        | Corredor                  | Pos        |
| 241        | Markus Eichler (GER)      | HD         |
| 242        | Reto Hollenstein (SUI)    | HD         |
| 243        | Grischa Janorschke (GER)  | AB         |
| 244        | Blaž Jarc (SLO)           | 70.º       |
| 245        | Andreas Schillinger (GER) | 71.º       |
| 246        | André Schulze (GER)       | AB         |
| 247        | Michael Schwarzmann (GER) | AB         |
| 248        | Timon Seubert (GER)       | AB         |